# George McKenzie
George McKenzie (Leith, Escòcia, 22 de setembre de 1900 - Leith, 5 d'abril de 1941) va ser un boxejador escocès que va competir en els anys posteriors a la Primera Guerra Mundial. Era germà del també boxejador James McKenzie.
El 1920 va prendre part en els Jocs Olímpics d'Anvers, on guanyà la medalla de bronze de la categoria del pes gall, en perdre en semifinals contra Clarence Walker i guanyar el combat per la medalla de bronze a Henri Hébrants.
Entre 1922 i 1931 lluità com a professional, amb un balanç de 36 victòries, 7 derrotes i 2 decisió.